# Nicolas Claire
Nicolas Claire (* 10. Juli 1987 in Saint-Denis) ist ein französischer Handballspieler von der Insel Réunion.

## Karriere

### Verein
Nicolas Claire lernte das Handballspielen bei Joinville Sports. Nach einer Saison bei Lasours Handball kam er 2005 in die Jugend von Paris Handball. Bei den Hauptstädtern bestritt der 1,90 m große Rückraumspieler in der Saison 2005/06 sein erstes Spiel in der Ligue Nationale de Handball (LNH). Ab 2006 gehörte er fest zum Profiteam. Mit Paris gewann er 2007 die Coupe de France und 2013 die französische Meisterschaft. Nachdem Paris finanziell massiv aufgerüstet und mit Gábor Császár und Daniel Narcisse zwei neue Rückraumspieler auf seiner Position verpflichtet hatte, wechselte Claire zum HBC Nantes. Mit Nantes gewann er 2015 die Coupe de la Ligue sowie 2017 die Trophée des champions und die Coupe de France. Im selben Jahr wurde die Mannschaft Vizemeister hinter Paris und erreichte erneut das Finale im Ligapokal. International stand Nantes im Finale des EHF-Pokals 2015/16 und der EHF Champions League 2017/18. Ab 2019 lief Claire für den Erstligisten Pays d’Aix UC auf. Im Juli 2023 wechselte Claire zum französischen Zweitligisten Tremblay-en-France Handball.

### Nationalmannschaft
Mit einer französischen Auswahl gewann Claire die Silbermedaille bei den Mittelmeerspielen 2009.
In der französischen A-Nationalmannschaft debütierte er beim 27:25-Sieg gegen Nordmazedonien am 29. April 2015 in Skopje. Bei der Europameisterschaft 2018 gewann er wie bei der Weltmeisterschaft 2019 mit Frankreich die Bronzemedaille. Bei der Europameisterschaft 2020 belegte er mit der Équipe den 14. Platz und bei der Weltmeisterschaft 2021 den 4. Platz. Insgesamt bestritt er 54 Länderspiele, in denen er 52 Tore erzielte.